# Shui
Shui (kinesiska:水族; pinyin: shuǐzú) är en folkgrupp om cirka 410 000 människor i sydvästra Kina. De är främst bosatta i Guizhou-provinsen, men många lever också i den autonoma regionen Guangxi samt i Yunnan-provinsen. De är en av de 56 etniska grupper som erkänns av Folkrepubliken Kina. Namnet shui betyder "vatten" på kinesiska, och antogs under Mingdynastin.

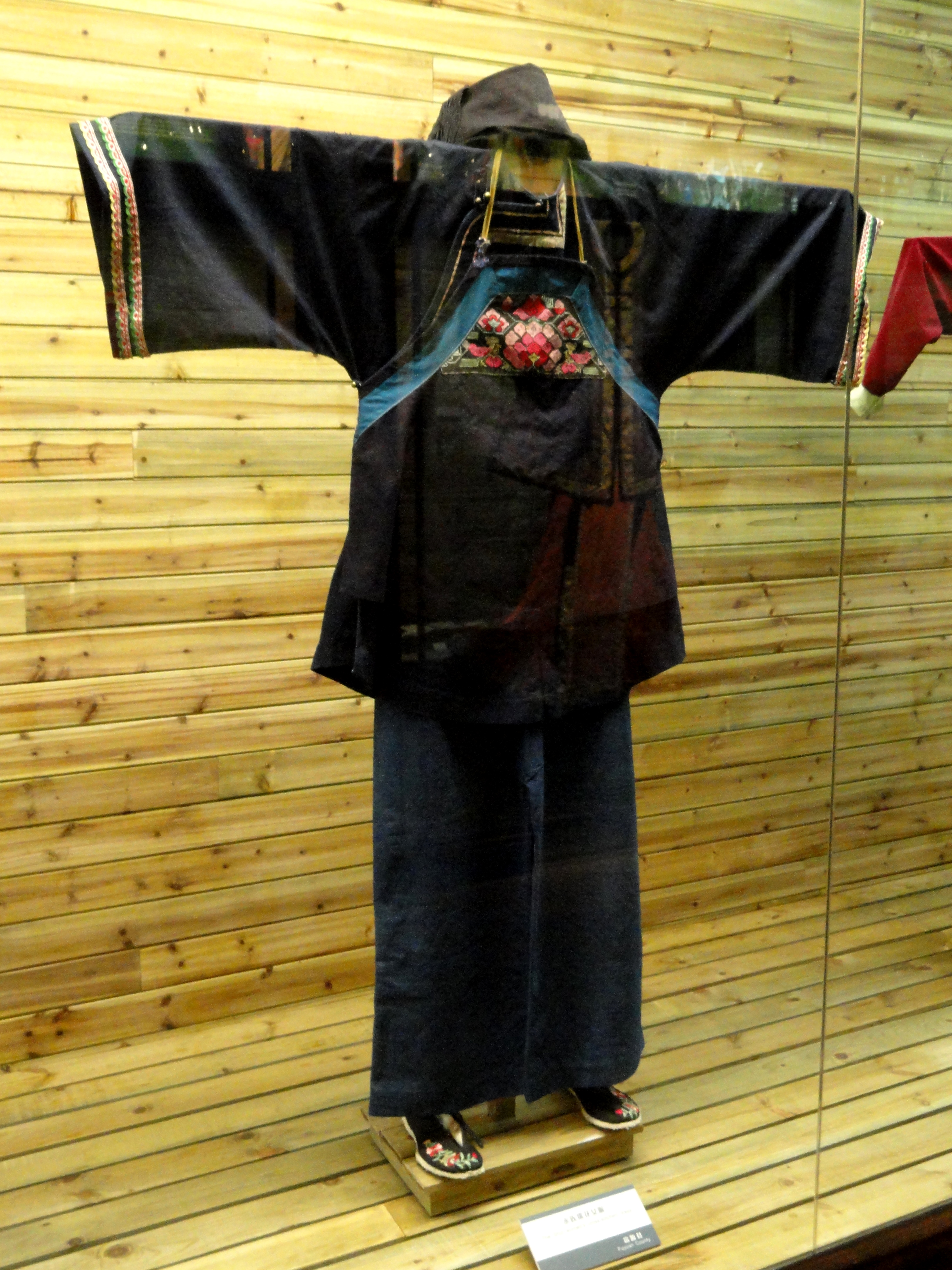
Traditionell shui-klänning broderad med korsstygn.
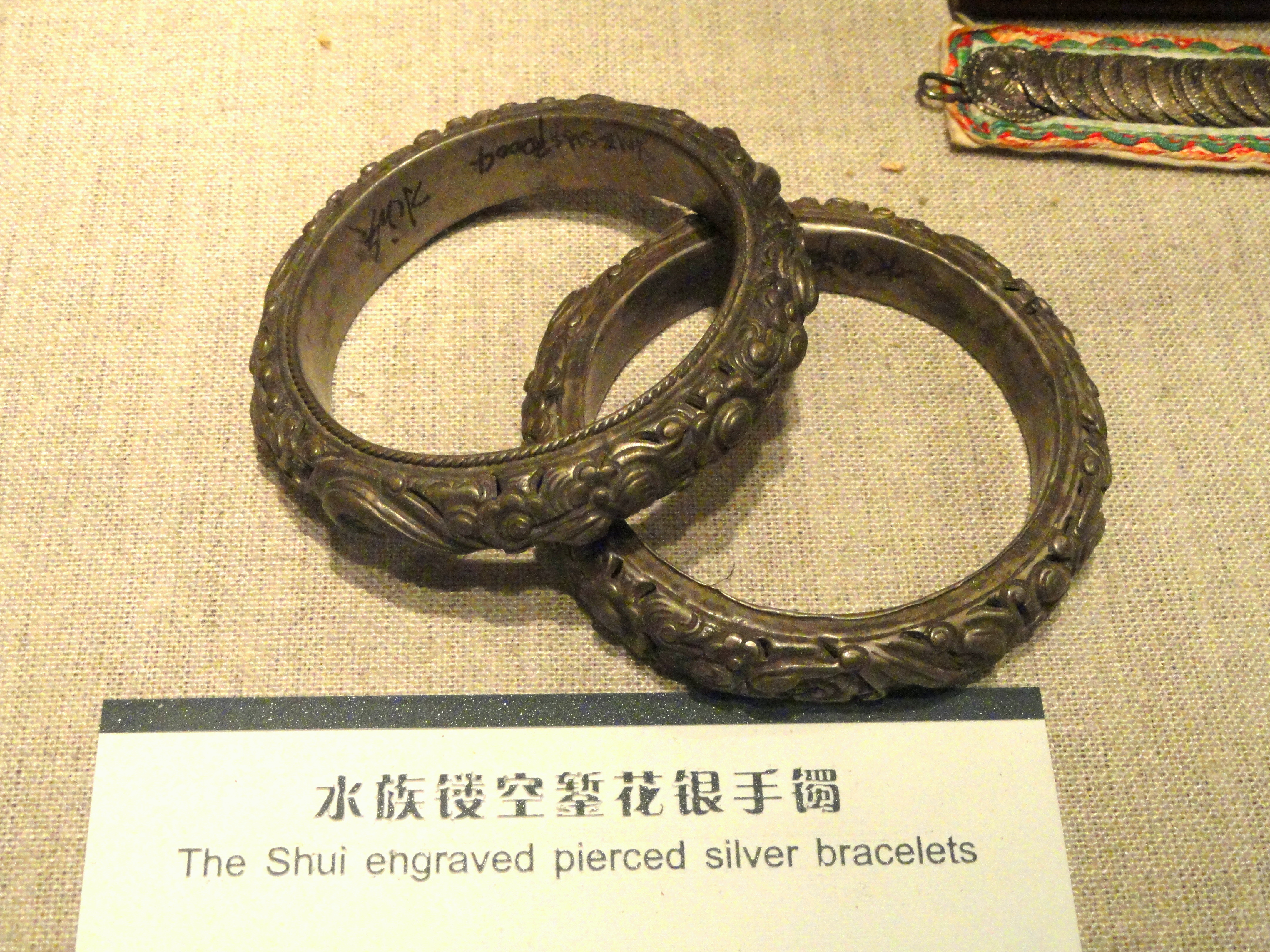
Silverarmband tillverkade, graverade och burna av shui.